# Pas de l'Arbre Charlemagne
Le Pas de l'Arbre, dit de Charlemagne, est un pas d'armes célèbre, le premier connu dans le duché de Bourgogne. Organisé par Pierre de Bauffremont, seigneur de Charny, de Molinot et de Montfort, il débute le 1er juillet 1443 près de Marsannay-la-Côte.

## Déroulement
En 1442, Pierre de Bauffremont, alors sénéchal de Bourgogne, décide d'organiser un pas avec douze chevaliers et écuyers du duché et comté de Bourgogne. L'annonce de ce pas nous est connu par Olivier de La Marche, chroniqueur bourguignon : 

« A l'occasion du temps oyseulx, le seigneur de Charny dessusdit s'accompaigna de douze chevaliers et escuyers, tous du duchie ou conte de Bourgoingne, faulx ou subjectz ; et fit publir ung an devant, par tous les royaulmes chrestiens, une emprinse d'armes et y envoya roys d'armes, heraulx et poursuivans a ses despens, en intencion que luy, treziesme de nobles garderoient un pas, le temps et terme de six sepmaines, pour combatre et faire armes, fust a pied, fust a cheval, a tous nobles hommes venans a icelluy pas. Et me souvient que premierement furent icelles arms publiees pour estre faictes a la chausse d'Auxonne ; et depuis fut le pas remis et execute a l'arbre Charlemaignequi qui siet a la charme de Marsenay pres de Dijon ; et se debvoient icelles armes faire en la presence et soubz le jugement du duc de Bourgoingne ou de son commis. »

Premier pas d'armes sur le territoire du duc de Bourgogne Philippe le Bon, juge de cet évènement, le pas de l'Arbre, dit de Charlemagne, dura six semaines et s'accompagna de deux mois de festivités dans trois châteaux de la région. 
Les premiers adversaires de Pierre de Bauffremont furent Pedro Vazquez de Saavedra, noble gallicien ou castillan, et Diego de Valera. L'origine des noms témoigne de la réussite de ce premier pas bourguignon à travers l'Occident médiéval. 